# Битва трьох королів (фільм)
«Би́тва трьо́х королі́в» (рос. Битва трёх королей) — радянський історичний 2-серійний фільм 1990 року режисерів Сухейля Бен Барка і Учкуна Назарова. Випущений кінокомпанією Узбекфільм. Створений за участі Марокко, Іспанії й Італії. Сценарій Сухейля Бен Барка й Гвідо Кастільйо.

## Загальний опис
Стрічка розповідає про життя марокканського султана Абдельмалека (Абд аль-Малік I), який тікає до Османської імперії, бере участь у її війнах проти європейців, а згодом, за підтримки турків здобуває марокканський престол. Кульмінація фільму — битва при Алкасер-Кібірі, так звана «битва трьох королів», в якій головний герой перемагає португальські війська Себаштіана.
Через поверховість діалогів, стереотипність персонажів і низький рівень постановки батальних сцен провалився в прокаті. У радянському прокаті носив назву «Вогняні барабани».

## У ролях
| Актор                  | Роль                                         |
| ---------------------- | -------------------------------------------- |
| Массімо Гіні           | Абдельмалек, принц Марракеша                 |
| Анхела Моліна          | Файза                                        |
| Уго Тоньяцці           | Карло ді Пальма, генуезький купець           |
| Клаудія Кардінале      | Роксолана                                    |
| Сергій Бондарчук       | Селім II                                     |
| Ф. Мюррей Абрагам      | Ієгуді Осрейн, лікар-єврей з Гранади         |
| Ірен Папас             | Лайла Масуда, мати Абдельмалека              |
| Гарві Кейтель          | отець Луїс де Сандоваль                      |
| Хоакін Інохоса         | Алакай                                       |
| Андрій Подош'ян        | Ахмед, брат Абдельмалека                     |
| Фернандо Рей           | Папа Павло V                                 |
| Шухрат Іргашев         | Саїд Рамдан                                  |
| Віра Сотникова         | Сафіє, наложниця в гаремі турецького султана |
| Альберт Філозов        | Ганс, королівський бібліотекар               |
| Суад Аміду             | Маріель, сестра Абдельмалека                 |
| Хошим Гадоєв           | Агат-Мора                                    |
| Фаріда Мумінова        | дочка Агат-Мори                              |
| Людмила Ксенофонтова   | наглядачка в гаремі турецького султана       |
| Клара Джалілова        | служниця в гаремі турецького султана         |
| Мохаммед Міфтах        | Зеркун, друг Абдельмалека                    |
| Олександр Зуєв         | Хуан Австрійський                            |
| Віктор Бутов           | Себаштіан I, король Португалії               |
| Хассан Джунді          | Молай Мухаммед, султан Марокко               |
| Меліс Абзалов          | Умар-ага                                     |
| Борис Хімічев          | Захарій Флюге                                |
| Віктор Корольов        | Монелло                                      |
| Олег Федоров           | отець Тебальдо, єзуїт                        |
| Якуб Ахмедов           | Піяль-паша, турецький адмірал                |
| Олександр Пороховщиков | консул Франції в Алжирі                      |
| Ігор Дмитрієв          | граф Нініозо                                 |
| Валентин Голубенко     | -                                            |